# MSC Bellissima
MSC Bellissima è una nave da crociera costruita presso i Chantiers de l'Atlantique della STX France a Saint-Nazaire, Francia, per la compagnia di navigazione svizzera MSC Crociere, seconda di una classe di due navi gemelle di cui fa parte anche MSC Meraviglia che ne è l'unità capoclasse. È stata ammiraglia della flotta, scalzando MSC Seaview, da marzo ad ottobre 2019, quando poi lo è divenuta MSC Grandiosa.

## Storia
Il taglio della prima lamiera è avvenuto il 28 novembre 2016 nello stabilimento di Saint-Nazaire, in Francia, dando il via alla costruzione della nave, mentre circa un anno dopo, il 15 novembre 2017 ha avuto luogo la tradizionale cerimonia della moneta saldata in un blocco di 1.100 tonnellate impostato sul bacino del cantiere navale francese.
È stata battezzata il 2 marzo 2019 a Southampton come madrina Sophia Loren.

## Caratteristiche
È una nave moderna e tecnologica: si sviluppa su ben 19 ponti, gran parte dei quali dedicati alle cabine. La nave dispone di bar, ristoranti à la carte, piscine, spa, una galleria per lo shopping con un soffitto a schermi led che imita quello della Galleria Vittorio Emanuele di Milano, sale giochi e aree per bambini, vari programmi ad intelligenza artificiale, ampi atri e zone di intrattenimento.
Con zona di prima classe "MSC Yacht Club".

## Nave gemella
- MSC Meraviglia